# 萨万娜·德梅洛
萨万娜·玛丽·德梅洛（英語：Savannah Marie DeMelo；1998年3月26日—），美国女子职业足球运动员，司职中场，目前效力于路易斯维尔竞技足球俱乐部和美国国家女子足球队。她曾代表美国参加2023年国际足联女子世界杯。